# قشلاق سرودلو كندي
قشلاق سرودلو كندي هي قرية في مقاطعة بارس أباد، إيران. عدد سكان هذه القرية هو 395 في سنة 2006.